# Viola d'amore
Viola d'amore (česky také viola milostná), je šesti- nebo sedmistrunný smyčcový hudební nástroj s rezonančními strunami, užívaný zejména v barokní a klasicistní hudbě. Při hře se drží pod bradou, podobně jako housle.

## Konstrukce a zvuk
Viola d'amore má mnoho společných rysů s nástroji skupiny viol. Vypadá jako sopránová viola da gamba bez pražců a je opatřena rezonančními strunami. Šestistrunná viola d'amore a sopránová viola da gamba mají přibližně stejný tónový rozsah a ploché dno. Na hlavici bývá vyřezána hlavička Amora se zavázanýma očima, představující lásku. Otvory ve víku jsou většinou ve tvaru planoucího meče. Nemá pražce a při hře se drží pod bradou, podobně jako housle. Je přibližně stejné velikosti jako současná viola.
Má zpravidla šest nebo sedm strun, na které se hraje smyčcem stejně jako u houslí. Pod hlavními strunami je natažen obvykle stejný počet rezonančních strun, na které se nehraje přímo, ale které se rozeznívají v rezonanci nástroje. Existují nástroje, kde je těchto strun až 14. Díky těmto strunám však má viola d'amore obzvláště sladký a vřelý zvuk. Rezonanční struny však nejsou nejdůležitější charakteristikou. Koncem 18. století se používaly i nástroje bez rezonančních strun. Na první pohled je viola d'amore nápadná velmi dlouhým krkem nutným k napínání většího počtu strun.

## Tónový rozsah
Původně se ladila podle skladby, která měla být hrána. Teprve koncem 18. století se ustálilo ladění: A, d, a, d', fis', a', d". Stejně jako u violy da gamba, se při hře jen zřídka používají vyšší polohy.

## Užití

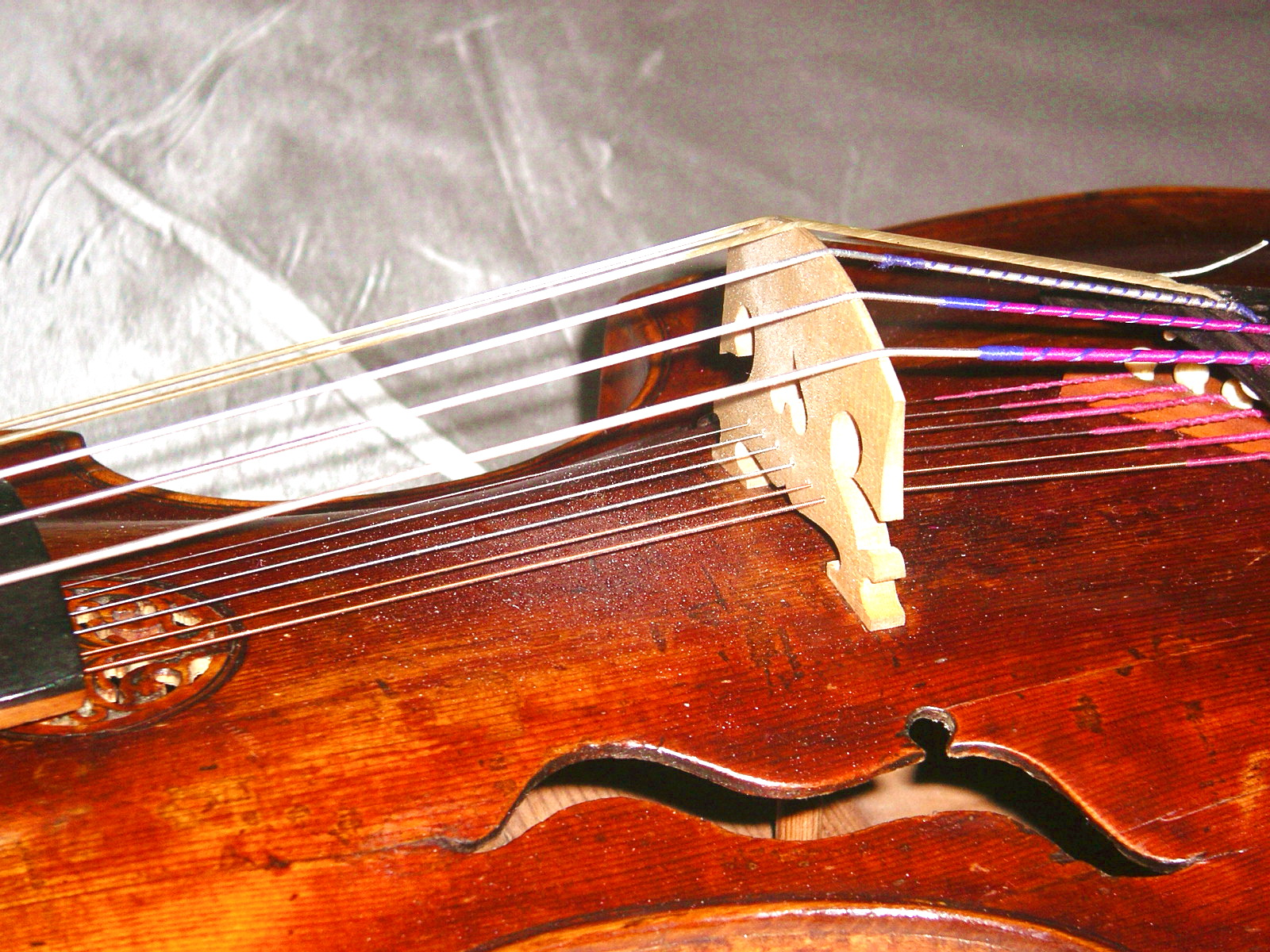
Kobylka a obě sady strun na nástroji z 18. století.

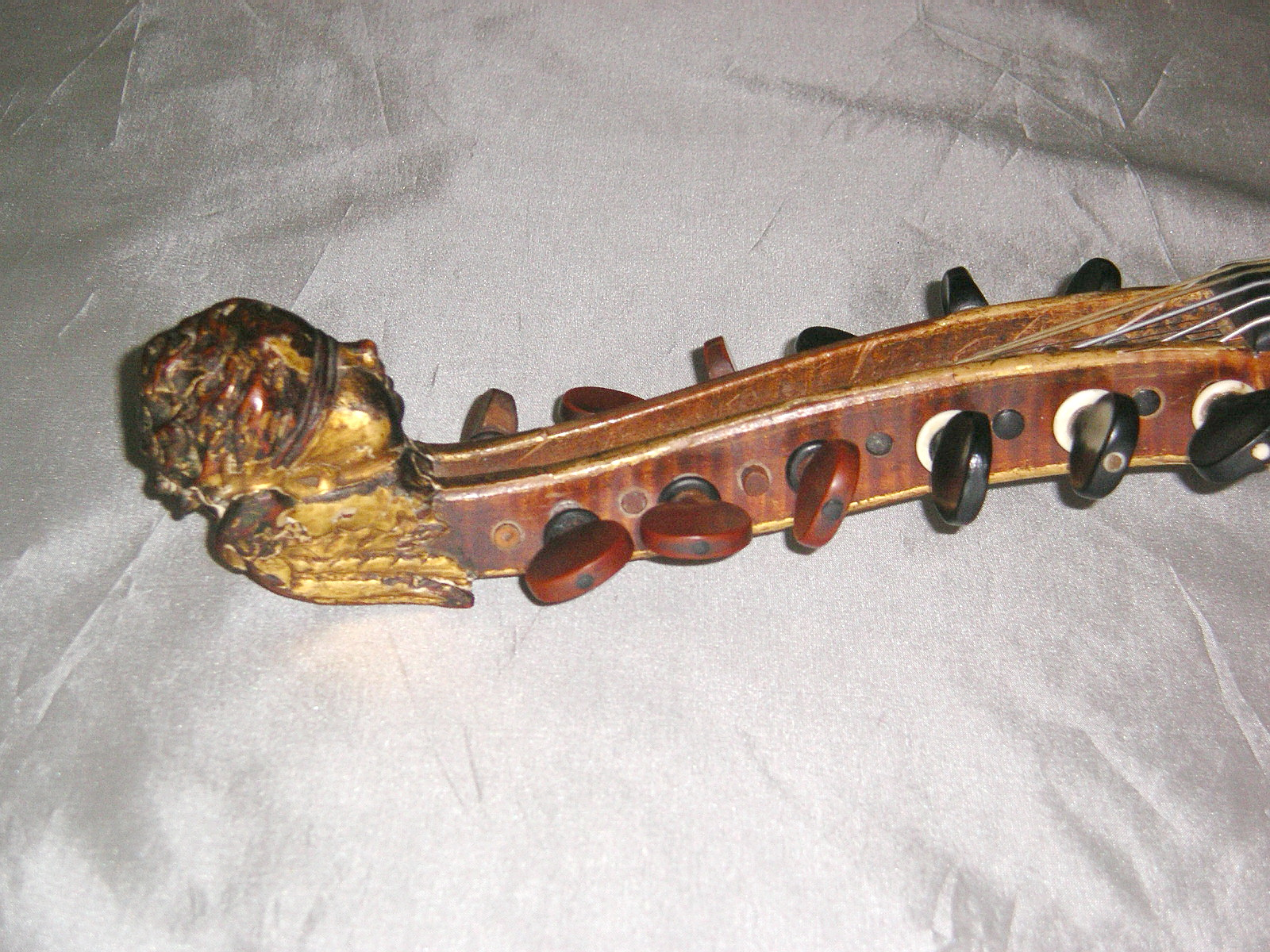
Hlavice téhož nástroje s hlavičkou se zavázanýma očima.

Nástroj byl velmi oblíbený koncem 17. století. Původně to byl výhradně sólový nástroj, oblíbený zejména u hudebních amatérů. Hrávaly na něj zvláště dámy. Hudebníci specializovaní na tento nástroj se vyskytovali jen zřídka, neboť tehdy bylo obvyklé, že profesionální hudebník hrál na více nástrojů, zvláště u nástrojů obdobného typu. Postupně se však přestal užívat a před lahodností zvuku byla dávána přednost síle a mohutnosti tónu nástrojů houslové rodiny. V 19. a 20. století se však znovu objevuje v partiturách některých operních skladatelů (Jules Massenet, Giacomo Puccini) a postupně se stává oblíbeným i u současných skladatelů. S tím souvisí i změna stavby dnešních viol s ohledem na vyšší napětí moderních, kovem opředených, strun. Violu d'amore rovněž používají soubory zaměřené na historicky autentické provádění staré hudby. O renesanci tohoto nástroje v českých zemích se významně zasloužil plzeňský skladatel Theodor Schulz (1875–1945).
Leoš Janáček původně použil violu d'amore ve svém kvartetu Listy důvěrné. Učinil tak symbolicky k vyjádření inspirace, kterou mu tehdy poskytl vztah ke Kamile Stösslové. Vzhledem k obtížnosti provádění pak později part přepsal pro normální violu.

## Repertoár

### Barokní hudba
- Heinrich Biber (1644–1704)

Partita VII pro dvě violy d'amore a basso continuo (Harmonia artificiosa - ariosa, 1696).
- Attilio Ariosti (1666–1729)

6 Lessons pro violu d'amore a basso continuo
15 sonát
použita ve 2 kantátách
- Antonio Vivaldi (1678–1741)

Concerto in D major, RV 392, P.166
Concerto in D minor, RV 393, P.289
Concerto in D minor, RV 394, P.288
Concerto in D minor, RV 395, P.287
Concerto in A major, RV 396, P.233
Concerto in A minor, RV 397, P.37
- Georg Philipp Telemann (1681–1767)

Concerto in E major pro milostý hoboj, violu d'amore, smyčce a continuo
- Johann Sebastian Bach (1685–1750): Janovy pašije č. 19 a 20 a v některých kantátách

### Klasicistní hudba
- Johann Joachim Quantz (1697–1773)

Trio Sonata pro flétnu, violu d'amore a continuo
- Carlo Martinides (1731–1794)

Divertimento in D major pro violu d'amore, housle, violu a violoncello
- Joseph Haydn (1732–1809)

Divertimento pro violu d'amore, housle a violoncello
- Karel Stamic (1745–1801)

3 koncerty
Sonata in D major pro violu d'amore a housle nebo violu
některé další sonáty
Kvartet
- Franz Anton Hoffmeister (1754–1812)

Quartet in Es-dur (i transkripce do D-dur) pro violu d'amore, 2 housle a violoncello
- Joseph Leopold Eybler (1765–1846)

Quintet No.1 a 2 in D major pro violu d'amore, housle, violu, violoncello a violone

### Romantismus
- Louis van Waefelghem (1840–1908)

Romance D-dur pro housle nebo violu d'amore a klavír (1891)
Soir d'automne (Podzimní večer), Melodie pro violu d'amore nebo violu a klavír nebo harfu (1903)

### Moderní díla
- Charles Martin Loeffler (1861–1935)

La mort de Tintagiles, Symfonická poema pro violu d'amore a orchestr op. 6 (1897-1900)
- Henri Casadesus (1879–1947)

Koncert pro violu d'amore a smyčce
24 Préludes pro violu d'amore a cembalo nebo harfu (1931)
- Heitor Villa-Lobos (1887–1959)

Amazonas
- Frank Martin (1890–1974)

Sonata da chiesa pro violu d'amore a varhany nebo smyčcový orchestr (1952)
- Paul Hindemith (1895–1963)

Kleine Sonate pro violu d'amore a klavír, Op. 25 No. 2 (1922)
Kammermusik No. 6 pro violu d'amore a komorní orchestr, Op. 46 No. 1 (1927)
- Paul Rosenbloom (*1952)

Koncert pro dvě violy d'amore a komorní orchestr (1994)

### Jevištní díla
- Giacomo Meyerbeer: Les Huguenots (1836)
- Ferenc Erkel: Bánk Bán (1861)
- Jules Massenet: Le jongleur de Notre-Dame (1901)
- Giacomo Puccini: Madama Butterfly (1904)
- Hans Pfitzner: Palestrina (1912)
- Leoš Janáček: Káťa Kabanová (1919)
- Sergej Prokofjev: Romeo a Julie (1935-1936)